# Omikron Indi
Omikron Indi är en orange jätte i Indianens stjärnbild.
Stjärnan har visuell magnitud +5,51 och är synlig för blotta ögat vid god seeing. Den befinner sig på ett avstånd av ungefär 545 ljusår.